# Balaci
Balaci – wieś w Rumunii, w okręgu Teleorman, w gminie Balaci. W 2011 roku liczyła 968 mieszkańców.